# Mahgarita
Mahgarita stevensi — рід адапіформних приматів, що жили в Північній Америці в пізньому еоцені. Скам'янілості представників роду були знайдені в утвореннях Duchesnean Laredo та Devil's Graveyard у Техасі.